# Stolno (województwo kujawsko-pomorskie)
Stolno (niem. Stollno, ok. 1400 Stoelen, Stolin, Stoelyn) – wieś w Polsce położona w województwie kujawsko-pomorskim, w powiecie chełmińskim, w gminie Stolno, przy skrzyżowaniu drogi krajowej nr 91 z drogą krajową nr 55.

## Podział administracyjny
W latach 1939–1945 położona była w okręgu Rzeszy Gdańsk-Prusy Zachodnie, w rejencji bydgoskiej (Regierungsbezirk Bromberg), w powiecie Chełmno (Kreis Kulm).
W latach 1975–1998 miejscowość położona była w województwie toruńskim. Miejscowość jest siedzibą gminy Stolno.

## Demografia
Według Narodowego Spisu Powszechnego (III 2011) na terenie wsi mieszkało 687 mieszkańców. Jest największą miejscowością gminy Stolno.

## Produkty tradycyjne
W Stolnie jest pieczone tradycyjne pieczywo wykonywane naturalnie. W 2007 roku trafił ten produkt do Listy Produktów Tradycyjnych.

## Historia

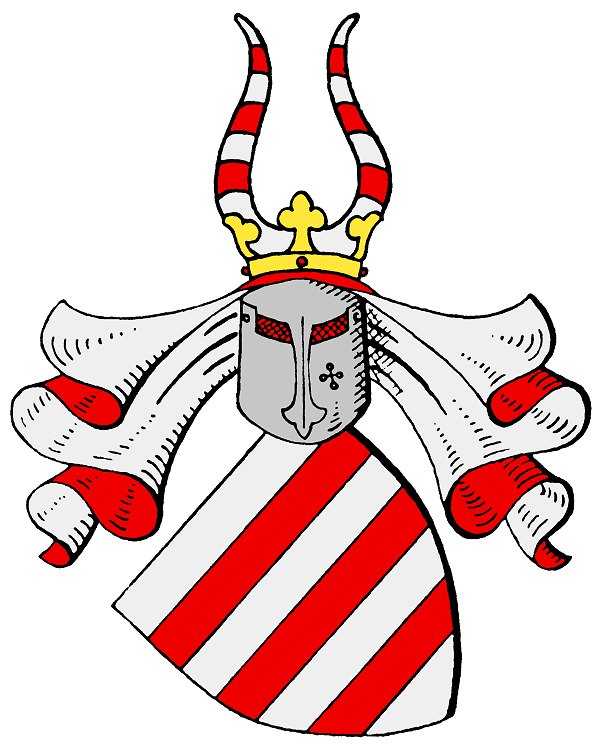
Herb Kalkstein Stolińskich, właścicieli Stolna od końca XV w. zasłużonego rodu dla Rzeczypospolitej. W Herbie gminy Stolno w środkowej jego części nawiązano do herbu Kos Kalkstein Stolińskich, z tą tylko różnicą że na białej tarczy czerwone pasy są ułożone w skos, a w herbie Kalkstein Stolińskich poprzecznie

Miejscowość po raz pierwszy wzmiankowana w 1301 roku pod nazwą (Stolyn). W latach 1423–1424 osada była własnością rycerską w komturstwie starogrodzkim. Wieś w 1430 roku należała do Lorencza Stolin, w 1440 i 1447 roku był odnotowany w miejscowości rycerz Budisch von Stoelen który był posłem do wielkiego mistrza. Stolno należało też do rodu Kalkstein Stolińskich, którzy drugą część nazwiska mają od Stolna, i którzy są potomkami Jana Kalksteina, który w 1459 roku otrzymał przywilej na Wielkie Łunawy koło Stolna od wielkiego mistrza zakonu krzyżackiego Ludwiga von Erlichshausen. W 1570 roku miejscowość należy do dwóch przedstawicieli tego rodu Tomasza Kalcksteina, który posiadał 12 łanów ziemi, karczmę, 4 zagrodników, młyn i Jana Kalcksteina, który miał 12 łanów ziemi, 6 zagrodników, karczmę i młyn.
W 1625 roku spadkobiercą po Adamie Kalkstein Stolińskim ze Stolna był jego syn Wojciech Kalkstein Stoliński, który był ojcem zmarłego w 1673 roku Melchiora Kalkstein Stolińskiego sędziego Człuchowskiego posła na sejm elekcyjny 1648 i Bartłomieja Kalkstein Stolińskiego poborcy powiatu Człuchowskiego, prawnukami Wojciecha Kalkstein Stolińskiego byli Melchior Kalkstein Stoliński (ok. 1691–1762) który był chorążym Chełmińskim, podkomorzym Chełmińskim, posłem na sejm i Antoni Kalkstein Stoliński poseł na sejm 1730. Z linii Kalkstein Stolińskich ze Stolna pochodził też porucznik wojsk polskich Mikołaj Kalkstein Stoliński który zginął pod Cecorą w 1620 roku i z tej linii był Jerzy Kalkstein Stoliński, który walczył pod dowództwem Jana Karola Chodkiewicza m.in. pod Chocimiem. Jan i Jakub Kalkstein Stolińscy odznaczyli się w wojnie ze Szwedami 1603-1606r. 
W 1667 roku Stolno było własnością rodziny Gronczowskich. Według taryfy podatkowej z 1682 roku w Stolnie funkcjonował młyn na małej wodzie o 1 kole. W 1693 roku właścicielem miejscowości był Wojciech Elżanowski, w latach 1701–1705 był odnotowany w Stolnie Świętosław Radowicki, który w 1717 roku był wicewojewodą chełmińskim, w 1727 są na Stolnie Komorowscy, a w 1773 właścicielem wsi był von Zieliński a dzierżawcą Józef Hofmann.
Od połowy XIX w. do końca II wojny światowej Stolno należało do rodziny Strubing. W 1885 roku w Stolnie mieszkało 247 mieszkańców – 191 katolików i 56 ewangelików.
W latach 1939–1942 nazwą wsi była dotychczasowa nazwa Stolno, lecz po przeprowadzonej zamianie nazw miejscowości w Okręgu Rzeszy Gdańsk-Prusy Zachodnie, w latach 1942–1945 nazywała się Stölen.

## Zabytki
Według rejestru zabytków Narodowego Instytutu Dziedzictwa na listę zabytków wpisane są fortyfikacje w zespole twierdzy Chełmno z lat 1903–1914, nr rej.: A/1511/ z 14.02.1980:
- fort V, 1903–1914
- schron piechoty IR-5, ok. 1914
- schron amunicyjny M-9, po 1914 (nie istnieje)
- schron amunicyjny M-10, przed 1910
- bateria II, przed 1910.